# Erik Jirka
Erik Jirka (* 19. září 1997 Trnava) je slovenský profesionální fotbalista, který hraje na pozici křídelníka za polský klub Piast Gliwice a za slovenský národní tým

## Klubová kariéra
Jirka je odchovanec Spartaku Trnava, ze kterého odešel v jednadvaceti letech. V Crvene zvezdě se však výrazněji neprosadil. Hostoval proto v klubu Radnički Niš, v polském Zabrze i španělském Mirandésu.
V červenci 2021 přestoupil do Realu Oviedo, kde hrál druhou španělskou ligu. Jirka během své jediné sezony v Oviedu vstřelil jednu branku ve 20 soutěžních zápasech a už po roce s klubem rozvázal smlouvu.
V létě 2022 přišel jako volný hráč po konci angažmá do Plzně. Slovenský reprezentant dostal v Plzni kontrakt na tři roky. Ve své první sezóně v české lize vstřelil 2 branky v 28 ligových zápasech.
Dne 3. srpna 2023 v utkání druhého předkola Konferenční ligy proti kosovské Dritě rozhodl gólem z 24. minuty nastavení druhého poločasu, kdy proměnil pokutový kop, o výhře 2:1, která v součtu s úvodní domácí remízou 0:0 posunulo Viktorii do další fáze kvalifikace.

## Reprezentační kariéra
Jirka je bývalým slovenským mládežnickým reprezentantem.
V červnu 2021 Jirka debutoval také v seniorské reprezentaci, a to v přátelském utkání proti Bulharsku (remíza 1:1). V březnu 2022 byl Jirka dodatečně povolán jako náhradník za Ivana Schranze na dva přátelské zápasy proti Norsku a Finsku.
Dne 29. března 2022 v zápase proti Finsku vstřelil Jirka svůj první reprezentační gól; střelou zpoza pokutového území překonal Lukáše Hrádeckého a zpečetil vítězství 2:0.